# Свети Атанасий (Неготино)
Вижте пояснителната страница за други значения на Свети Атанасий.
„Свети Атанасий Велики“ (на македонска литературна норма: „Свети Атанасиј Велики“) е възрожденска православна църква в град Неготино, в централната част на Северна Македония. Част е от Повардарската епархия на Македонската православна църква. Църквата е разположена в центъра на града и е единствената в него. Изградена е в 1837 година.
- Входът
- Кръст на стената
- Поглед отзад
- Общ изглед